# آمفپرامون
آمفپرامون (انگلیسی: Amfepramone) یک داروی محرک از کلاس های فنی‌اتیل‌آمین، آمفتامین و کاتینون است که به عنوان سرکوب کننده اشتها استفاده می‌شود. این دارو در مدیریت کوتاه مدت چاقی، همراه با تغییرات رژیم غذایی و سبک زندگی استفاده می‌شود. آمفپرامون ساختار شیمیایی مشابهی با داروی ضدافسردگی و کمک به ترک سیگار بوپروپیون (که قبلاً آمفبوتامون نامیده می‌شد) دارد که در ترکیب با نالتروکسان نیز به عنوان داروی کاهش وزن تولید شده است.